# Westin Paris Vendôme
Pour les articles homonymes, voir Westin (homonymie).
 (mai 2017).
Si vous disposez d'ouvrages ou d'articles de référence ou si vous connaissez des sites web de qualité traitant du thème abordé ici, merci de compléter l'article en donnant les références utiles à sa vérifiabilité et en les liant à la section « Notes et références ».
Le Westin Paris Vendôme est un hôtel parisien situé 3, rue de Castiglione, à l'angle avec la rue de Rivoli et face au jardin des Tuileries, dans le 1er arrondissement. Il s'agit d'un hôtel 4 étoiles de 428 chambres.
Construit en deux ans par l’architecte Henri Blondel, sur les ruines du ministère des Finances, il est inauguré le 1er juin 1878 sous le nom « Hôtel Continental » et est longtemps considéré comme l’un des plus luxueux de la capitale. En 1963, il est acheté par un groupe de financiers néerlandais, qui transforment la cour et les vestibules et en ferment l’accès aux voitures. En 1974, il est racheté puis rénové par le groupe Intercontinental et prend le nom de « Grand Hôtel Intercontinental » de Paris. En 2005, le groupe Starwood Hotels & Resorts prend la gestion de l’hôtel et le renomme « Westin Paris-Vendôme ». Un nouveau plan de rénovation est confié à l'architecte Sybille de Margerie. En 2016, le groupe Starwood Hotels & Resorts est racheté par le groupe Marriott International. Les marques hôtelières, dont Westin Hotels, restent inchangées.

## Histoire

### Avant l'hôtel
L’hôtel occupe le site historique du couvent des Capucines, qui faisait face à celui des Feuillants, de l’autre côté d’un étroit passage dont la rue de Castiglione, percée seulement en 1811, reprend le tracé. À cet endroit, le roi Louis XIV avait aussi fait construire un manège pour ses chevaux. Ces couvents, installés par la reine Catherine de Médicis à la fin du XVIe siècle, étaient presque tombés en désuétude à la Révolution.
Lorsque les députés de la première assemblée, d'abord la Constituante puis la Législative puis la Convention, décident de se réunir dans la salle du Manège, ils annexent nombre de bâtiments conventuels pour en faire des bureaux administratifs. C’est au couvent des Feuillants que l'ancien couple royal Louis XVI et Marie-Antoinette passe ses derniers jours après avoir été jugés dans la salle du Manège.
En 1802, Napoléon décide de percer la rue de Rivoli en l’honneur de sa foudroyante campagne de 1796 dans le Nord de l'Italie et réserve le rectangle Rivoli-Cambon-Mont Thabor-Castiglione à un nouvel hôtel des Postes. Les temps sont agités et la Restauration, en 1822, y établit finalement le ministère des Finances. Sous Napoléon III, ce quartier aux abords du palais des Tuileries devient le véritable cœur du projet politique français et de la vie mondaine. C’est sans doute ce rôle symbolique qui lui vaudra d’être visé par un obus versaillais à la fin du siège de Paris puis incendié par les Communards en débâcle.
Dans Tableaux de siège (1871), Théophile Gautier écrit :

« La façade du ministère, en s’écrasant sur la rue de Rivoli, formait une tumultueuse carrière de blocs, comme on en voit dans le lit des torrents alpestres. La chute du mur démasquait l’intérieur du bâtiment, et par cette brèche énorme on voyait des perspectives, des enchevêtrements et des superpositions d’arcades qui rappelaient le Colisée de Rome. […] À l’une de ces fenêtres, chose étrange, pendait intact un store de soie bleue, qui n’avait pas été brûlé à ce foyer incandescent capable de calciner la pierre et de fondre les métaux. Ainsi, il arrive parfois de trouver au bord d’un cratère parmi les cendres et les scories une petite fleur d’azur miraculeusement préservée. Cependant les omnibus roulaient, effleurant presque les groupes de passants arrêtés et muets d’horreur devant ce lamentable spectacle. La vie invincible de Paris, que rien ne peut tuer, reprenait peu à peu son cours : ni le siège, ni la Commune n’en ont pu venir à bout. »

Les ruines sont rapidement déblayées, la courte rue Rouget-de-L'Isle est percée et le quadrilatère est proposé à la vente. Apprenant que des hommes d’affaires étrangers veulent acheter cette parcelle pour y construire un palace, un consortium de financiers français se forme et réunit des fonds « patriotiques » avec l’ambition de créer un projet concurrent et construire l’hôtel le plus luxueux de Paris.
Ils en confient la réalisation du projet à Henri Blondel.

### Architecture, arts décoratifs et ingénierie

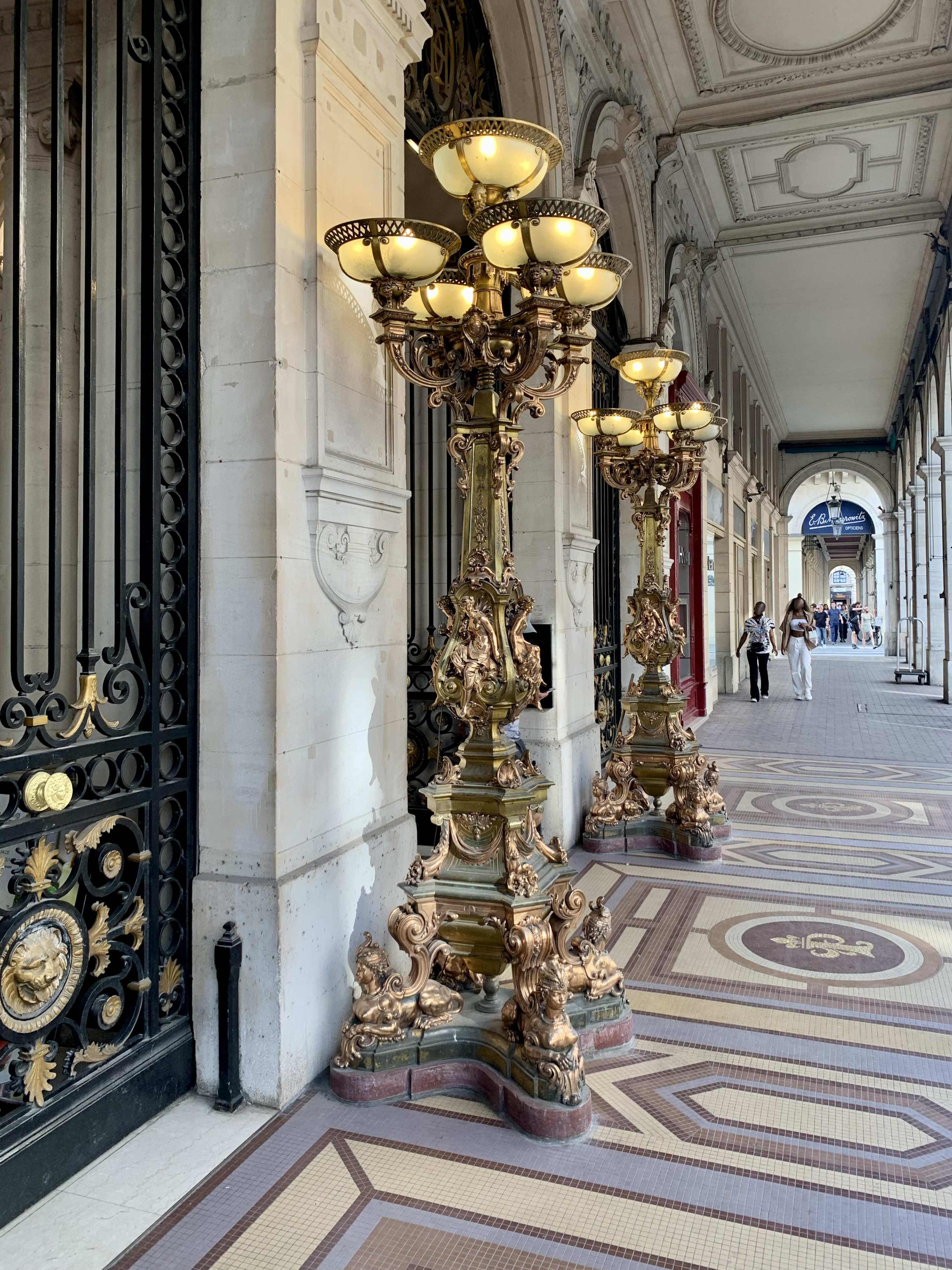
Torchère réalisée par le sculpteur Frédéric-Eugène Piat, située devant l'hôtel.

L’hôtel Continental est inauguré le 6 juin 1878. C’est un événement mondain de premier ordre. Le Tout-Paris des affaires et de la politique se presse pour découvrir le projet imagé par Henri Blondel. La décoration intérieure des lieux est confiée à quatre décorateurs célèbres : Laugée, qui embellit l'église Sainte-Clothilde, Faustin-Besson, qui décora les résidences des Tuileries et de Saint-Cloud (toutes deux détruites depuis), Luminais, qui peint les scènes de chasse et Mazerolle, qui créa notamment le panneau dédié à Jupiter et Mercure dans le salon Napoléon,.
À l'origine, la grande cour était accessible aux fiacres. On entrait dans l’hôtel par le 3 de la rue de Castiglione avant de gagner le péristyle pour accéder au bar et au restaurant, côté Tuileries, ou aux salons, sur deux étages, côté Mont-Thabor.
Par sa grandeur et son temps de construction record pour l'époque de deux années, l’hôtel Continental met en valeur le savoir-faire français dans le domaine des arts décoratifs et de la construction. Il réunit certains des plus célèbres peintres mondains de l’époque (Langée, Mazerolles, Faustin-Bresson, Luminais…) ainsi que de grands artisans des faubourgs de la Bastille (Seguin, Galais & Simon, Damon & Namur, Leglas-Maurice, Schmit & Piolet…) et fait appel aux ateliers d’ingénieries les plus pointus pour la ventilation et la circulation d’eau chaude et froide (Genest, Herscher & cie), la construction des ascenseurs (L. Edoux) voire la mise au point les systèmes de sonneries et de porte-voix (L. Mors).
Une dynamo de huit tonnes est construite dès 1885 dans les sous-sols de l’hôtel pour alimenter les 500 lampes à incandescence Edison des salons de réception.

### Salons

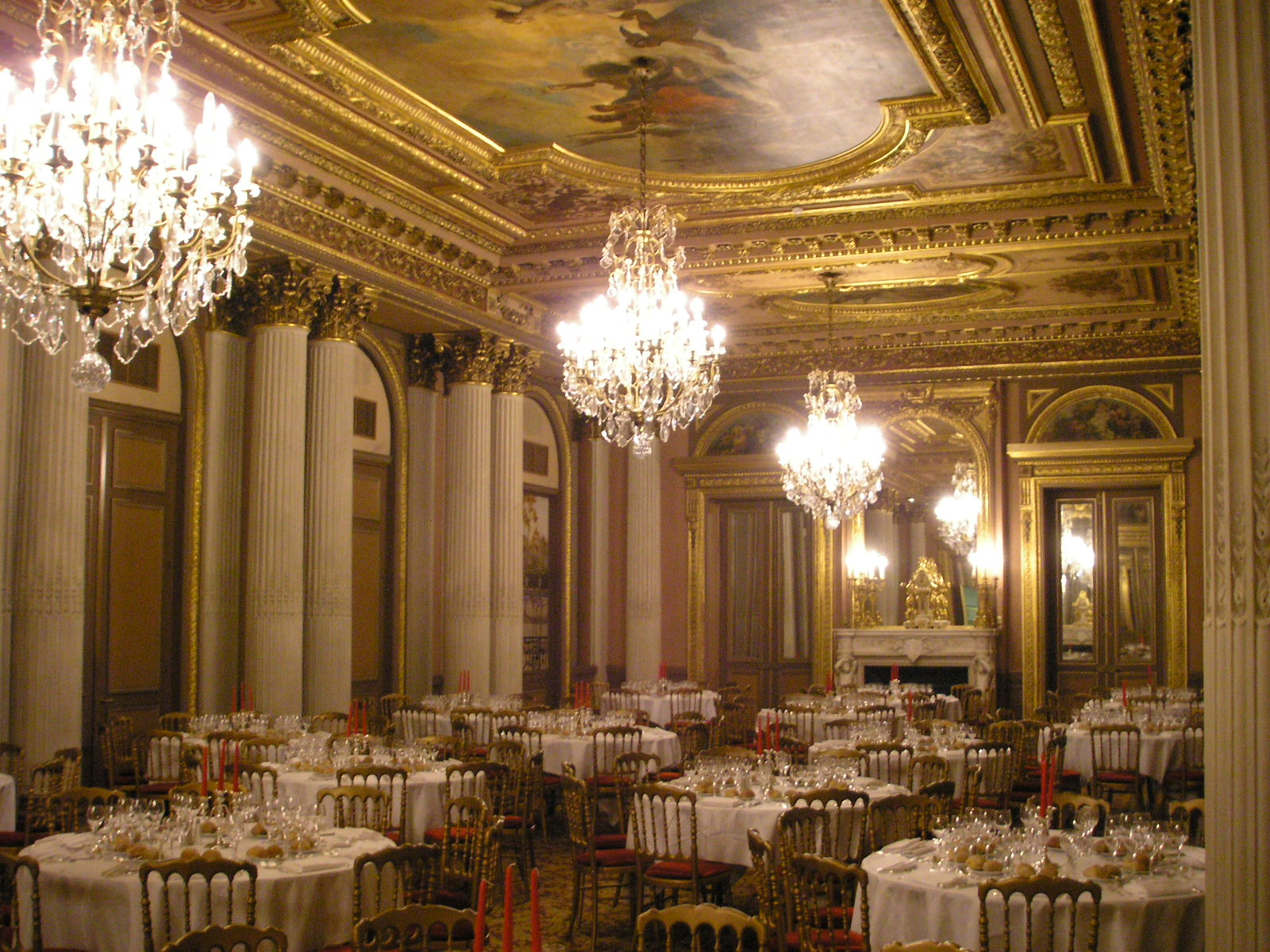
Une salle de réception de l'hôtel.

Au rez-de-chaussée et aujourd’hui disparu, le salon Mauresque devient une véritable attraction. Boistard, l’un des associés fondateurs de l’hôtel le décrit en ces mots : « On dirait un morceau d’Alhambra transporté par la baguette magique d’une fée. Il faut voir ce buen-retiro et non le décrire : arcades moresques de toutes les couleurs, glaces les répétant et les multipliant à l’infini ; vases de Chine servant de caisses à des palmiers et à des fougères gigantesques ; divans en étoffe d’orient, fauteuils, chaises et tables en bambou ; quel ensemble harmonieux et gracieux ! ».
Des trois autres grands salons du rez-de-chaussée, seul le salon Impérial (aux dimensions de 13 mètres par 28,5 mètres) a survécu. Les quatorze colonnes en marbre rose et ébène supportent toujours les plafonds dont les médaillons peints par D. F. Laugée en 1879 représentent les quatre saisons, la nuit, l’aurore et le triomphe de l’amour.
Deux autres salons plus petits le complètent – Napoléon et Aiglon – et le salon Concorde, construit à l’emplacement du jardin d’hiver et du salon mauresque.

### Personnages et résidents célèbres

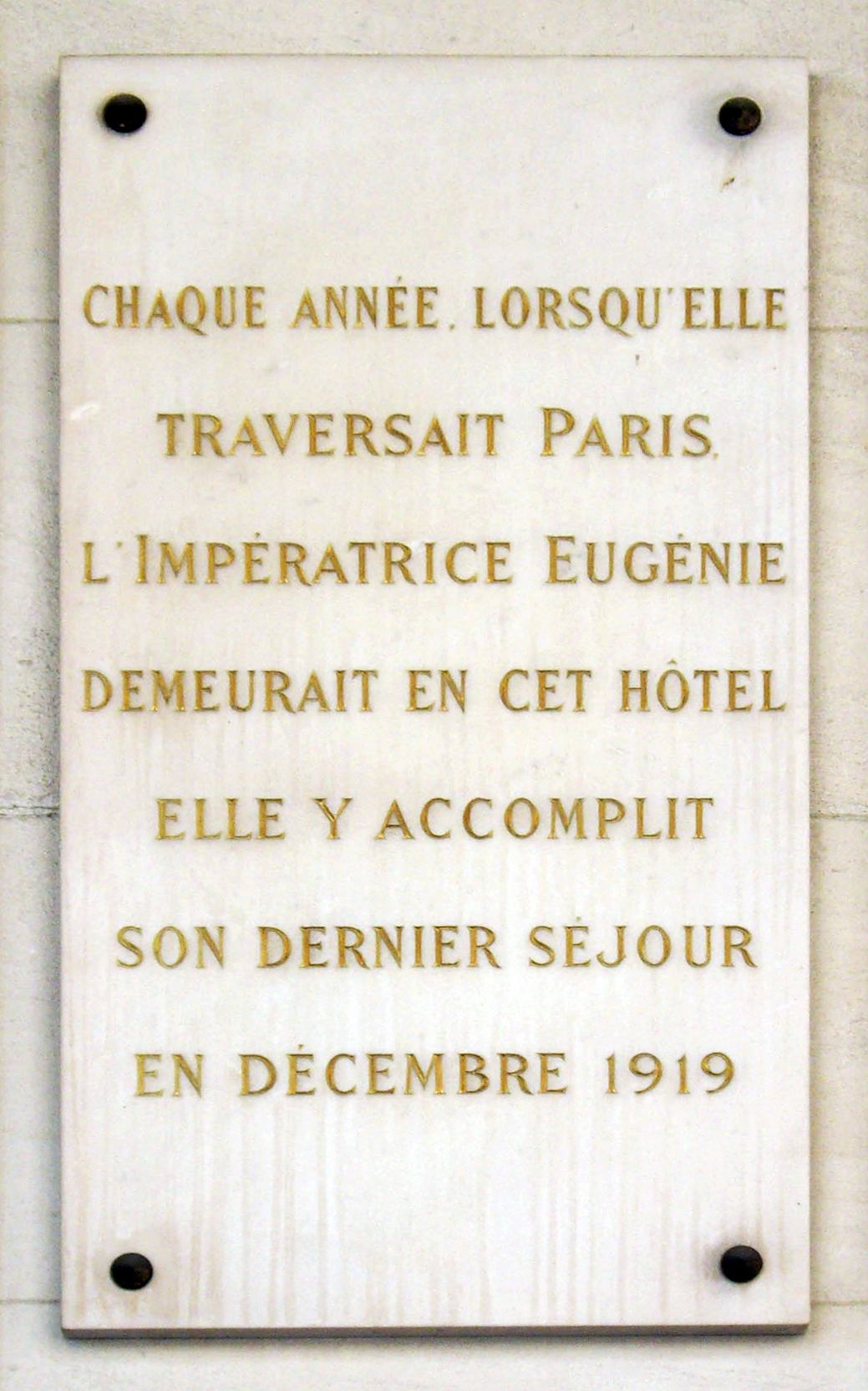
Plaque en hommage à l'impératrice Eugénie, située sur la façade de l'hôtel.

Le 7 juillet 1880, les membres de l'Union franco-américaine et le sculpteur Frédéric-Auguste Bartholdi se réunissent à l’hôtel pour discuter des plans du monument qui doit symboliser l'amitié entre les deux pays, ceux de la statue de la Liberté de New-York.
Le 25 février 1883, un grand banquet est offert à Victor Hugo pour son anniversaire par les éditeurs de ses œuvres complètes. Il le préside dans le salon Impérial du rez-de-chaussée, entouré d'Eugène Poubelle, le préfet de la Seine, l’écrivain Arsène Houssaye, le sculpteur Alexandre Falguière, le poète Leconte de Lisle ou encore l'acteur Mounet-Sully.

L'hôtel Continental (à gauche), en 1900.

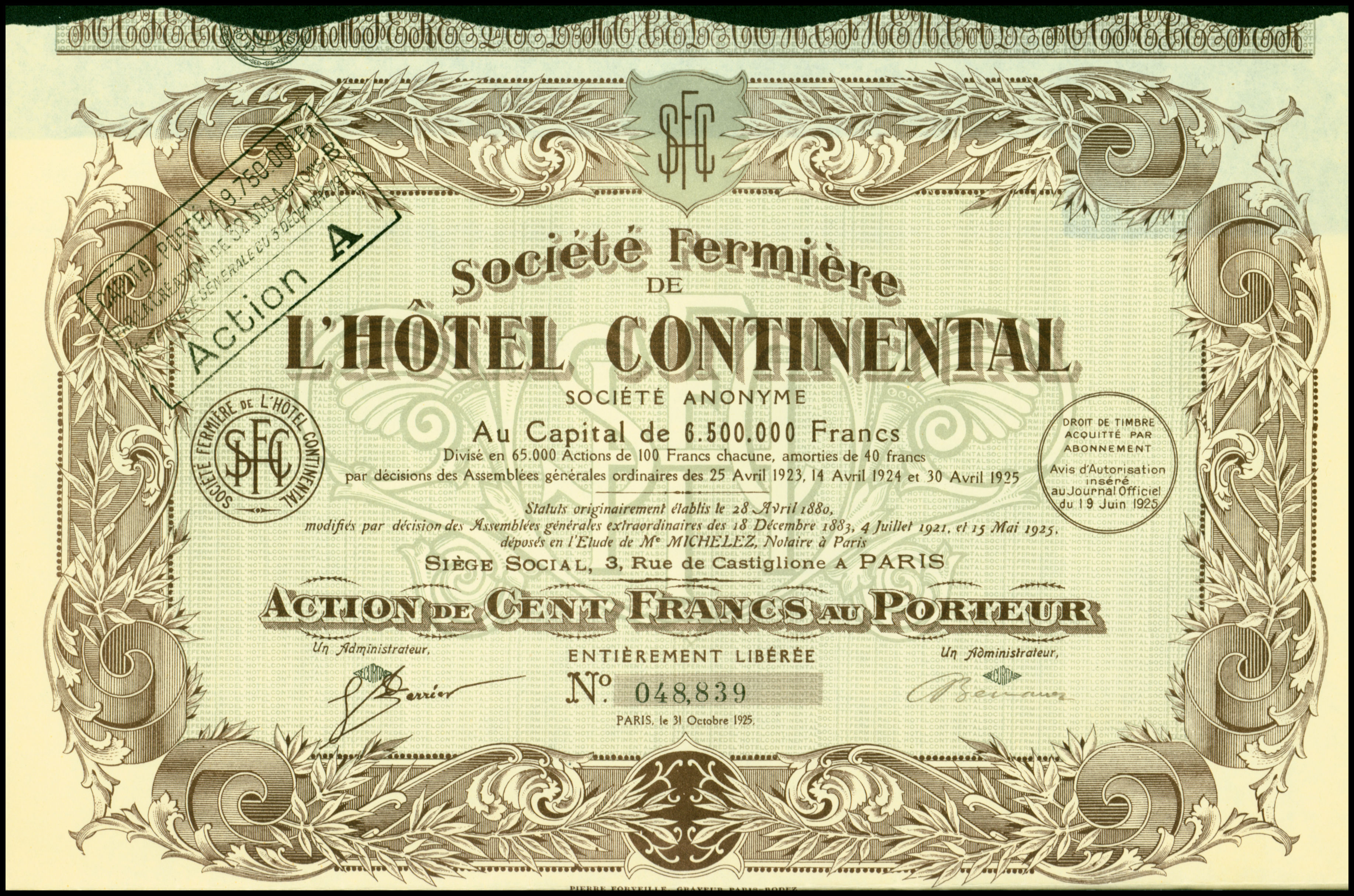
Action de l'hôtel Continental S. A. en date du 31 octobre 1925.

L'ancienne impératrice Eugénie, épouse de Napoléon III, alors en exil, y a effectué de nombreux séjours, le dernier, en 1898, de mai à juillet, au deuxième étage, face aux Tuileries.
En 1916, le Premier ministre albanais Essad Pacha est assassiné devant l'hôtel, où il logeait.
En 1919, à la fin de la Première Guerre mondiale, le président du Conseil français André Tardieu et le président de la République Gaston Doumergue choisissent l'hôtel Continental pour y installer plusieurs de leurs services. André Tardieu désigne alors pour plus proche collaborateur un ancien président du Conseil[Information douteuse], Georges Clemenceau, afin de collaborer avec lui à la rédaction du traité de Versailles, qui met fin au premier conflit mondial.
Au début du début du XXe siècle, l'hôtel accueille régulièrement têtes couronnées (la reine Marie de Roumanie, le roi Pierre Ier de Serbie, le roi Fouad Ier d’Égypte, la grande-duchesse Charlotte de Luxembourg, la grande-duchesse Wladimir et son fils Cyrille ou encore la reine Isabelle II d'Espagne) et célébrités comme Pierre Savorgnan de Brazza ou Misia Sert, amie de Coco Chanel et mécène des Ballets russes de Serge Diaghilev, qui fait donner au Continental une première audition de la pièce Mavra le 29 mai 1922. En 1933, elle-même donne un concert à quatre mains avec la pianiste Marcelle Meyer dans la salle des fêtes de l’hôtel.
En 1939, quelques bureaux sont occupés, sous la direction de Jean Giraudoux, pour l’information et la censure puis l'hôtel devient en 1940, sous l'Occupation, le siège de l’état-major de la Kommandantur avant de devenir un tribunal d’exception, une cour martiale nazie, en 1942.
- Le 24 août 1942, y a lieu le procès des 33 membres du groupe de la Butte du Chapeau Rouge des Bataillons de la Jeunesse[4].
- Le 17 février 1944, il accueille le procès des 23 résistants des FTP-MOI de l'Affiche rouge[5].
- Le 29 juillet 1944, il devient le tribunal de la Kommandantur du Gross-Paris ou furent jugés, et condamnés, Carl-Heinrich von Stülpnagel et des officiers de la police de sûreté allemande, après l’attentat contre Hitler[6].

Libéré en 1944 par un sergent conduisant un char d’assaut qui était un de ses réceptionnistes, le Continental accueille ensuite de nombreuses personnalités politiques ou médiatiques, dont le président américain Lyndon B. Johnson, le maire de New York John Lindsay, le sénateur américain Joseph Mac Carthy, le président tunisien Habib Bourguiba, le boxeur Mohamed Ali, Nelson Rockefeller, Jacques Chirac, Grace de Monaco, Woody Allen, Colin Powell ou encore le dalaï-lama.
Les maisons de couture Yves Saint-Laurent, Hanae Mori, Nina Ricci, Torrente et Ungaro défilent régulièrement dans les salons historiques de l’hôtel. De jeunes créateurs comme Ozwald Boateng, Ji Haye et encore Eymeric François font de même. C'est aussi un lieu prisé des grandes écoles pour leurs bals ou galas de promotion.
Le programme commun de gouvernement est signé le 12 juillet 1972 par les représentants du Parti socialiste, du Parti communiste français et les Radicaux de gauche dans le salon Aiglon
En avril 2025, l'hôtel ferme ses portes pour des travaux devant durer plusieurs années.

### Chambres
D’une surface variant entre 35 et 170 m2, les 428 chambres (dont 80 suites) ont toutes été décorées par Sybille de Margerie (d). L'hôtel compte également 80 suites ; celles avec vue – notamment la suite présidentielle – disposent d’un panorama sur le jardin des Tuileries, la tour Eiffel et le dôme des Invalides.

### Restaurant et bar
Ouverte en été comme en hiver, la terrasse du Westin Paris–Vendôme est dirigée par le chef David Reneux. Le First Restaurant Paris a été décoré par Jacques Garcia et est également dirigé par David Reneux. L'hôtel compte également un bar, le Bar Tuileries.

## Films tournés au Westin Paris-Vendôme
Cinéma
- 2011 : Minuit à Paris de Woody Allen, devant l'entrée
- 2011 : Il était une fois, une fois de Christian Merret-Palmair
- 2011 : Les Yeux de sa mère de Thierry Klifa
- 2011 : Le Capital de Costa-Gavras
- 2013 : Les Jeux des nuages et de la pluie de Benjamin de Lajarte
- 2013 : Au bout du conte d'Agnès Jaoui
- 2014 : 3 Days to Kill de McG
- 2014 : Yves Saint Laurent de Jalil Lespert
- 2014 : Lucy de Luc Besson
- 2014 : Samba d'Éric Toledano
- 2015 : Le Grand Jeu de Nicolas Pariser

Séries TV
- 2010 : Joséphine, ange gardien
- 2010 : Le Chasseur de Gérard Carré, Vassili Clert et Nicolas Cuche
- 2011 : The Material Queen (série taïwanaise)
- 2014 : Braquo d'Olivier Marchal (saison 3)
- 2015 : Dix pour cent de Fanny Herrero (saison 1 et 2)
- 2016 : Le Bureau des légendes d'Éric Rochant (saison 2)
- 2016 : Chefs d'Arnaud Malherbe et Marion Festraëts

Téléfilm
- 2011 : Ni vu, ni connu de Christophe Douchand